# Целующиеся студенты (фонтан)
Целующиеся студенты (эст. Suudlevad tudengid) — фонтан на Ратушной площади в Тарту, Эстония.

## История
Фонтан перед тартуской ратушей был сооружён в 1948 году, после окончания Великой Отечественной войны, по инициативе Бронислава Вырсе, председателя исполкома Совета народных депутатов города Тарту. До этого на мостовой примерно в том же месте стояла бронзовая крышка люка с изображением герба города Тарту, обозначавшая нулевую точку города Тарту. Фонтан имел простую конструкцию — бассейн диаметром около 7 и глубиной 3–4 метра. В середине фонтана груда камней накрывала водопроводную трубу. Быстро появилась студенческая традиция — купаться в фонтане.
В 1996—1997 годах было проведено несколько конкурсов реконструкции фонтана. Комиссия по памятникам Тарту во главе с мэром Ханнесом Астоком порекомендовала городскому правительству выбрать проект Мати Кармина и архитектора Тийта Труммала «Виват университас», который занял в конкурсе третье место, за «монументальность, совместимость с классической средой, связь с Тарту и вневременность», и в 1998 году прежний фонтан был перестроен, в соответствии с проектом его украсила скульптурная композиция целующихся студентов. Вода подаётся в конструкцию зонта, бьёт струями из-под фигур студентов, а также в их сторону с периметра бассейна. Расход воды 7500 литров в секунду. Фонтан снабжён системами регулирования уровня воды (долив при испарении в жаркие дни, канализирование избытка при дожде). Подсветка создаёт эффект водопада.
Стоимость сооружения составила 1,4 миллиона крон.
Фонтан стал одним из новых символов города — студенческой столицы Эстонии.
С 1999 года установилась традиция каждый год 30 апреля, в половине шестого вечера, возлагать на фонтан бело-красно-зеленый венок. К этому времени к ратуше подходит процессия академических организаций и ожидает выступления мэра. Возлагает венок представительница женской студенческой корпорации Filiae Patriae, в то время как другие поют песню «Üks väike rõõmulauluke» («Маленькая радостная песенка») — студенческую переделку на мотив вальса «Lippen schweigen» из оперетты «Веселая вдова». 
С 2006 года фонтан окружают плиты с названиями городов-побратимов Тарту: Берум, Девентер, Феррара, Фредериксберг, Хабнарфьордюр, Хямеэнлинна, Каунас, Люнебург, Псков, Рига, Солсбери, Тампере, Турку, Уппсала, Веспрем, Зютфен. На плитах указано расстояние до города-побратима от Тарту, а расположены они так, что указывают направление к этому городу.

## Копии фонтана
В 2017 году в Феодосии был открыт (после реконструкции) очень похожий фонтан под названием «Фонтан любви». 26 августа 2018 года в петербургском пригороде Кудрово был открыт фонтан, который является почти точной копией фонтана «Целующиеся студенты».